# Paul Garabedian
Paul Roesel Garabedian (Cincinnati, 2 de agosto de 1927 - 13 de mayo de 2010) fue un matemático y analista numérico estadounidense. Garabedian fue el director de la División de Dinámica de fluidos computacionales del Instituto Courant de Ciencias Matemáticas de la Universidad de Nueva York. Es conocido, sobre todo, por sus contribuciones en los campos de la dinámica de fluidos computacional y física de plasmas, que iban desde las elegantes demostraciones de la existencia para la teoría potencial y mapeo conforme para diseñar y optimizar los stellarators. Garabedian fue elegido miembro de la Academia Nacional de Ciencias de los Estados Unidos en 1975.

## Educación y carrera
Garabedian recibió el título de matemáticas en la Universidad Brown en 1946 y el máster de la misma especialidad en la Universidad de Harvard en 1947. Consiguió el doctorado, también en Harvard, en 1948 bajo la dirección de Lars Ahlfors. En su etapa en la Universidad Brown conoció a las que sería su colaboradora de toda la vida Frances Bauer. 
En 1949 Garabedian fue contratado por la Universidad de California como profesor adjunto y ascendió a profesor asociado en 1952. En 1956, se trasladó a la Universidad de Stanford como profesor de matemáticas. En 1959 se fue al Instituto de Ciencias Matemáticas [posteriormente rebautizado como Instituto Courant] de la Universidad de Nueva York. En 1978 fue nombrado Director de la División de Dinámica de fluidos computacionales del Instituto Courant en la Universidad de Nueva York. A lo largo de su fructífera carrera, Garabedian supervisó 27 tesis doctorales, desde 1953 hasta 1997.

## Premios y distinciones
- Beca de investigación Sloan, 1961–63
- Beca Guggenheim, 1966[7]
- Fairchild Distinguished Scholar Caltech, 1975
- Premio por los logros de la NASA por el Centro de investigación de Langley, 1976
- Premio Boris Pregel de la Academia de Ciencias de Nueva York, 1980
- Premio George David Birkhoff del AMS y de la SIAM, 1983[8]
- Premio Theodore von Kármán, SIAM, 1989

## Obras
- Partial Differential Equations, 2ª ed., Chelsea Pub. Co. (1998). ISBN 0-8218-1377-3
- Magnetohydrodynamic Equilibrium and Stability of Stellarators, con F. Bauer y O. Betancourt. Springer-Verlag (1984). ISBN 0-387-90966-4
- Supercritical Wing Sections II, con F. Bauer, D. Korn y A. Jameson. Lecture Notes in Economics and Mathematical Systems, Springer-Verlag (1975), ISBN 0-387-07029-X.[9]